# Roddy Ricch
Rodrick Wayne Moore, Jr. (n. 22 octombrie 1998, Compton, California, SUA), cunoscut profesional ca Roddy Ricch, este un rapper, cântăreț și compozitor american. A câștigat faima în 2018 cu single-ul „Die Young”, care a atins numărul 98 pe Billboard Hot 100. Primele două mixtape ale lui Ricch, Feed Tha Streets (2017) și Feed Tha Streets II (2018), au primit, de asemenea, o apreciere larg răspândită. În 2019, Ricch a fost prezentat la single-ul „Racks in the Middle” al lui Nipsey Hussle, care i-a adus un premiu Grammy pentru cea mai bună interpretare rap, și la single-ul „Ballin’ ”nominalizat la premiul Grammy cu Mustard, care a ajuns în top 20 dintre Hot 100.
Albumul de studio de debut al lui Ricch Please Excuse Me for Being Antisocial (2019) a fost lansat prin Atlantic Records și Bird Vision Entertainment și a debutat pe Billboard 200. A dat naștere single-ului Hot 100 numărul unu „The Box”, care a devenit cea mai populară piesă a sa la nivel mondial, precum și single-ul „High Fashion” cu Mustard. Mai târziu, în 2020, funcția lui Ricch la single-ul DaBaby "Rockstar" a devenit al doilea single numărul unu pe Hot 100.
Ricch a câștigat mai multe premii, inclusiv un premiu Grammy din nouă nominalizări, precum și două premii BET, două premii BET Hip Hop și un premiu American Music.

## Biografie
Rodrick Wayne Moore, Jr. s-a născut pe 22 octombrie 1998 în Compton, California, unde a fost crescut. Ricch a frecventat liceul Carson Senior High School și Westchester Enriched Sciences Magnets. A petrecut ceva timp trăind în Atlanta, Georgia în tinerețe. Roddy Ricch a început să cante rap la vârsta de 8 ani și a început să facă instrumentale serioase la vârsta de 16 ani. În Compton, Ricch era membru al Park Village Compton Crips,  și are două „C” tatuate, simbolizând afilierea anterioară la bandă. De asemenea, a avut o scurtă perioadă în închisoarea județeană în momentul în care mixtape-ul său, Feed Tha Streets II a fost eliberat. El l-a ascultat pe Lil Wayne crescând, precum și pe Young Thug, Future și Speaker Knockerz.

## Cariera

### 2017–2018: MixtapeurileFeed Tha Streetssi colaborari
În noiembrie 2017, a lansat mixtape-ul său de debut, Feed Tha Streets, care este și primul său proiect muzical. A inclus melodii precum „Chase Tha Bag”, „Hoodricch” și „Fucc It Up”. Banda i-a adus laude de la rapperi consacrați precum Meek Mill, Nipsey Hussle și 03 Greedo, precum și de la producătorul de muzica consacrat Mustard. În martie 2018, a lansat un EP intitulat Be 4 Tha Fame. În luna mai a acelui an, Nipsey Hussle l-a scos pe Ricch ca invitat la un concert PowerHouse din Los Angeles.
În iulie 2018, a lansat single-ul produs de London on da Track, „Die Young”, pe care îl scrisese pentru un prieten din copilărie, care era pierdut într-o goană de mare viteză și a spus într-un interviu Genius că l-a scris în noaptea rapperului american XXXTentacion in noaptea in care a murit. Melodia - care a fost dedicată, parțial, prietenului din copilărie și videoclipul său va acumula peste 80 de milioane de vizualizări pe YouTube și 120 de milioane de fluxuri pe Spotify. În august 2018, a lansat single-ul „Ricch Forever”, produs de DJ Bugsy. În acea lună, Marshmello a lansat o previzualizare a unui album cu un single colaborativ cu Ricch intitulat „Project Dreams”, care a fost lansat pe 7 decembrie 2018.
În octombrie 2018, Meek Mill l-a scos pe Ricch ca invitat la un concert PowerHouse din Philadelphia. Mill i-a dăruit, de asemenea, un lanț „Dreamchasers”, care a apărut pe al patrulea album de studio Championships (2018), în care a fost un lungmetraj alături de Future și Young Thug pe piesa „Splash Warning” de pe album. Pe 2 noiembrie 2018, Ricch a lansat al doilea mixtape, Feed Tha Streets II. Albumul, care conține single-urile „Die Young” și „Every Season”, a atins numărul 67 în topul Billboard 200 și numărul 36 în topul Top R & B / Hip-Hop Albums. Mai târziu în lună, Marshmello a previzualizat o piesă nouă cu Ricch.

### 2019–prezent:Please Excuse Me for Being Antisocialsi "The Box"
La 15 februarie 2019, Ricch a fost prezentat alături de producătorul american de muzica Hit-Boy la single-ul rapperului american Nipsey Hussle, „Racks in the Middle”, devenind ulterior primul hit de top 40 în Billboard Hot 100 și câștigându-i un Grammy pentru cea mai bună interpretare rap. Exact o lună mai târziu, pe 15 martie, a fost prezentat alături de colegul său rapper american Tyga la remixul single-ului "Wow" al cântărețului americane Post Malone. Pe 28 iunie, a colaborat cu DJ-ul american și producătorul de muzica Mustard la single-ul "Ballin'", al treilea album de studio al lui Mustard, Perfect Ten, care a devenit cea mai înaltă melodie a lui Mustard pe Hot 100 ca artist principal, atingând numărul maxim 11. Piesa a primit o nominalizare pentru cea mai bună interpretare rap / cântată la premiile Grammy 2020.
Pe 11 octombrie 2019, Ricch a lansat single-ul „Big Stepper”, single-ul principal al albumului său de studio de debut, Please Excuse Me for Being Antisocial. Două săptămâni mai târziu, pe 25 octombrie, a lansat al doilea single al albumului, „Start wit Me”, impreuna cu rapperul american Gunna. Exact o lună mai târziu, pe 25 noiembrie, a lansat cel de-al treilea și ultimul single de pre-lansare al albumului "Tip Toe", cu colegul rapper american A Boogie wit da Hoodie. Pe 6 decembrie 2019, albumul a fost lansat, debutând și petrecând patru săptămâni non-consecutive la numărul unu pe Billboard 200. A devenit cel mai vechi album de debut de rap numărul 1 din SUA din 2003. Albumul a prezentat cel mai înalt single al lui Ricch , „The Box”, care a depășit Hot 100 timp de unsprezece săptămâni, precum și „Start wit Me” cu Gunna, care a atins numărul 56. Datorită forței „The Box”, o colaborare cu Mustard, „High Fashion „ , care a apărut pe album, a ajuns în top 40 la numărul 35, săptămâna în care a ajuns pe primul loc în Hot 100. Piesa a ajuns apoi la numărul 20.
În 2020, a apărut pe mai multe melodii ale altor artiști, printre care oda pentru Nipsey Hussle „Letter to Nipsey” de Meek Mill, „Numbers” de A Boogie wit da Hoodie alături de Gunna și London on da Track și „Walk Em Jos "de NLE Choppa. În aprilie 2020, Ricch a fost prezent pe „Rockstar” al lui DaBaby, care a devenit al doilea single al său pe Billboard Hot 100, petrecând șapte săptămâni în frunte, precum și pe primul loc în Marea Britanie și în alte câteva țări. Ricch a devenit primul artist care a obținut primele două single-uri numărul unu în același an de când Ed Sheeran a făcut-o în 2017. Ricch a câștigat albumul anului la premiile BET 2020. A petrecut optsprezece săptămâni cumulative până la Hot 100 până acum, cel mai mult pentru orice artist în 2020. La 3 iulie 2020, Ricch a fost prezentat alături de colegul rapper american 50 Cent pe single-ul postum al lui Pop Smoke "The Woo", din albumul de studio de debut al lui Smoke, Shoot for the Stars, Aim for the Moon. Piesa a ajuns pe locul nouă în Marea Britanie și pe locul 11 în Hot 100. Pe 27 august, Ricch a apărut la single-ul „Gifted” al colegului rapper american Cordae.
În timpul unui interviu cu GQ, Ricch a dezvăluit că al doilea său album de studio este finalizat, totuși, el a spus că așteaptă momentul potrivit pentru a-l lansa. Ricch a numit albumul "o capodoperă completă. O idee reală. Un corp real de lucrări". Pe 24 noiembrie 2020, a luat în seamă un viitor proiect intitulat „Love Is Barely Real Anymore".
Ricch s-a asociat cu The Weeknd ca fiind cei mai nominalizați artiști la 2020 American Music Awards, ambii cu opt nominalizări. A primit șase nominalizări la a 63-a ediție a premiilor Grammy, inclusiv pentru Cântecul anului și Recordul anului pentru „The Box” și, respectiv, „Rockstar”. Variety l-a numit Breakthrough Artist din 2020, iar Apple Music i-a premiat Albumul și Cântecul anului în 2020, cu Please Scuse Me for Being Antisocial și, respectiv, „The Box”, fiind cel mai difuzat album și melodie a anului la nivel global pe platformă. A fost pe locul trei în topul Billboard End-Year pentru Top Artists.
În 21 februarie, a avut loc o împușcare la la filmarea videoclipului lui 42 Dugg si Roddy Ricch, care a lăsat trei persoane, inclusiv Roddy și Dugg, rănite în Atlanta, Georgia. Artistul american de hip hop OMB Peezy a fost ulterior acuzat în legătură cu împușcăturile cu agresiune agravată cu o armă mortală și deținerea unei arme de foc în timpul comiterii unei infracțiuni. Toți cei trei răniți au supraviețuit.

## Maiestrie
Pe temele transcendente ale muzicii sale, Ricch se inspiră din viața sa, afirmând: „Pe măsură ce experimentez viața, muzica mea va evolua. În același timp, tot povestesc din lumea mea, deoarece există povești nelimitate și nelimitate. oameni din acel loc. Îi voi reprezenta întotdeauna. Pe măsură ce viața mea începe să se schimbe și fac diferite lucruri, vreau totuși să pot să intru și să mă raportez la ei ".
Revista Cady Lang of Time a remarcat „remarcabilul stil muzical al lui Ricch, întrucât un rapper combină rădăcinile sale de pe coasta de vest [hip hop] cu sunetul trap și drill din Chicago, care primește un extra gravitas cu versurile sale, care variază de la meditarea realităților dure ale viață până la crize de bravadă dezinhibată ".
Ricch a fost recunoscut pentru vocea lui aspră „care face minuni cu filtrele vocale”. Paul Thompson de la Vulture l-a numit pe Ricch „un vocal incontestabil talentat și ocazional un compozitor convingător”, opinând că „adoptă frecvent aceeași sintaxă și intonații vocale ca Young Thug”. Stilul său muzical îmbină rapul și cântatul.

Ricch l-a citat pe Kendrick Lamar, care este și din orașul său natal Compton, ca influență muzicală. El a declarat că rapperul Speaker Knockerz este cea mai mare influență a sa, alături de „baza” muzicii sale provenind de la el. De asemenea, Ricch îi consideră pe Young Thug, Future și Gucci Mane drept influențe.
Simt că problema cu noi în zilele noastre este că vrem totul chiar acum. Dar muzica nu va fi progresivă când scoateți ceva la fiecare trei luni, pentru că nu ați trecut prin nimic; tot simți cum ai simțit când ai renunțat [ultima] muzică. Pentru mine, lucrurile nu se întâmplă în viața mea în fiecare zi. Poate pentru unii oameni, dar viața mea nu se întâmplă atât de repede. Trebuie să-mi acord timp pentru a trece de fapt prin lucruri, astfel încât să pot vorbi despre asta și să am o nouă înțelegere a vieții. Nu este ca și cum aș face muzică care nu este viața mea, așa că simt că trebuie să-mi acord viața timp pentru a mă inspira.

— Ricch într-un interviu cu Variety, 2020.

## Discografie
- Please Excuse Me for Being Antisocial (2019)